# Anselme Berthod
Anselme Berthod est un bénédictin français. Né le 21 février 1733 à Rupt (Franche-Comté), il est décédé le 17 mars 1788 à Bruxelles.

## Biographie
Bibliothécaire à Besançon, il fait connaitre nombre de papiers de Granvelle, des empereurs ou encore des rois d'Espagne. Il classe les archives de l’évêché et est chargé par le gouvernement de parcourir la Belgique pour recueillir des documents sur l'histoire de France. Joseph II le charge ensuite de continuer les Acta sanctorum de Jean Bolland.

## Œuvres
- Observations sur la Notice des Gaules (1788)
- Relation d'un voyage littéraire dans les Pays-Bas français et autrichiens (1838)
- Lettres inédites sur la réforme du Bréviaire (publié en 1895)
- Mémoires (1825)